# Platens honingvogel
Platens honingvogel (Prionochilus plateni) is een bastaardhoningvogel die endemisch is voor de Filipijnen. De soort komt alleen voor op en rond Palawan en leeft daar in tropische laaglandbossen. Platens honingvogel is vernoemd naar de Duitse zoöloog Carl Constantin Platen.

## Kenmerken
De mannetjes en vrouwtjes hebben een verschillend uiterlijk. De rug, dekveren en kop van het mannetje zijn grotendeels donkerblauw. Zij hebben een oranjerode plek op de kruin en de borst. De kin en mondstreep zijn wit. De onderstaartdekveren zijn geelachtig wit, de flanken olijfgroen en de handdekveren wit. Bij het vrouwtje zijn de rug, dekveren en de kop olijfachtig grijs, het midden van de kruin is geelachtig en de stuit, borst en buik zijn geel. De keel is wit en de flanken olijfachtig groen tot grijs. Platens honingvogel heeft een grotendeels zwarte snavel, die alleen bij de basis aan de onderzijde grijs is. De ogen zijn donkerrood en de poten zwart. Een juveniel exemplaar lijkt sterk op het vrouwtje. Het vrouwtje heeft veel weg van de dwerghoningvogel maar kan daarvan duidelijk onderscheiden worden door de geelachtige kruin en de gele stuit, borst en buik.
Deze soort wordt inclusief staart 9 centimeter lang en heeft een vleugellengte van 5,5 centimeter.

## Leefwijze
Platens honingvogel is actieve en vrij opvallende vogel met een steeds herhalende roep op hoge toon: sieeep sieeep. Over de voortplanting van deze soort in het wild is niet veel bekend. Er zijn exemplaren met vergrote gonaden waargenomen in april in mei.

## Verspreiding en leefgebied
Er zijn twee ondersoorten bekend:
- P. p. culionensis (Busuanga, Calauit en Culion);
- P. p. plateni (Balabac en Palawan).

Ze leven solitair, maar ook in gemengde groepjes op alle niveaus van de Filipijnse primaire en secundaire bossen en in bosranden en lage begroeiing, maar ook wel in gecultiveerde gebieden, zoals tuinen in de buurt van fruitbomen of bloeiende bomen.